# Pertusadina malaccensis
Pertusadina malaccensis là một loài thực vật có hoa trong họ Thiến thảo. Loài này được Ridsdale miêu tả khoa học đầu tiên năm 1978.